# Paul Ssali
Paul Ssali (ur. 1955) – ugandyjski piłkarz grający na pozycji bramkarza. W swojej karierze grał w reprezentacji Ugandy.

## Kariera klubowa
Swoją karierę piłkarską Ssali rozpoczął w klubie Simba FC, w którym zadebiutował w 1974 roku i w którym grał do 1979 roku. W sezonie 1977 zdobył z nim Puchar Ugandy, a w sezonie 1978 wywalczył z nim mistrzostwo Ugandy. W 1981 roku przeszedł do Kampala City Council. Występował w nim do końca swojej kariery, czyli do 1988 roku. Trzykrotnie został z nim mistrzem kraju w sezonach 1981, 1983 i 1985 oraz zdobył trzy Puchary Ugandy w sezonach 1982, 1984 i 1987.

## Kariera reprezentacyjna
W reprezentacji Ugandy Ssali zadebiutował w 1977 roku. W 1978 roku został powołany do kadry na Puchar Narodów Afryki 1978. W tym turnieju zagrał w pięciu meczach: grupowych z Kongiem (3:1), z Tunezją (1:3) i z Marokiem (3:0), półfinałowym z Nigerią (1:2) i w finałowym z Ghaną (0:2). Z Ugandą wywalczył wicemistrzostwo Afryki. W kadrze narodowej grał do 1987 roku.